# Le Vey
Le Vey – miejscowość i gmina we Francji, w regionie Normandia, w departamencie Calvados.
Według danych na rok 1990 gminę zamieszkiwało 66 osób, a gęstość zaludnienia wynosiła 19 osób/km² (wśród 1815 gmin Dolnej Normandii Le Vey plasuje się na 820. miejscu pod względem liczby ludności, natomiast pod względem powierzchni na miejscu 1012.).